# DeWalt
DeWalt es una marca de herramientas motorizadas para las industrias de la construcción y la carpintería. La compañía inicial fue puesta en marcha en 1924 por Raymond E. DeWalt, el inventor de la sierra de brazo radial. La empresa creció rápidamente y fue reorganizada en 1947, fabricando sierras de brazo radial y otras máquinas de carpintería estacionarias. Después de comprar la compañía en 1949, la American Machine & Foundry Co. Inc. la vendió a Black & Decker en 1960. Black & Decker se desprendió a sí misma de la rama de fabricación de sierras de brazo radial en 1989, vendiéndola a dos ejecutivos. Actualmente, DeWalt manufactura y comercializa más de 200 herramientas manuales mecanoeléctricas diferentes y 800 accesorios. 
En 1994 el fabricante alemán de herramientas de alta tecnología para carpintería ELU fue adquirido por DeWalt. Consecuentemente DeWalt pudo ampliar su variedad de equipos inalámbricos y otros instrumentos con la revolucionaria tecnología de ELU.
Dewalt Tools ha patrocinado al piloto Matt Kenseth desde 1999 hasta 2009 en la Copa NASCAR. Actualmente, desde 2011, la marca patrocina a Marcos Ambrose en la categoría.